# Brock (Vorname)
Brock ist ein männlicher Vorname, der hauptsächlich im englischen Sprachraum vergeben wird. Er leitet sich vom altenglischen Begriff brocc ab, der „Dachs“ (engl.: badger) bedeutet.

## Namensträger
- Brock Boeser (* 1997), US-amerikanischer Eishockeyspieler
- Brock Bowers (* 2002), US-amerikanischer American-Football-Spieler
- Brock Chisholm (1896–1971), kanadischer Psychiater und Generaldirektor der Weltgesundheitsorganisation
- Brock Coyle (* 1990), US-amerikanischer American-Football-Spieler
- Brock Crouch (* 1999), US-amerikanischer Snowboarder
- Brock Hooton (* 1983), kanadischer Eishockeyspieler
- Brock Kreitzburg (* 1976), US-amerikanischer Bobsportler
- Brock Lesnar (* 1977), US-amerikanischer Wrestler
- Brock Marion (* 1970), US-amerikanischer Footballspieler
- Brock Maschmeyer (* 1992), deutsch-kanadischer Eishockeyspieler
- Brock McBride (* 1986), kanadischer Eishockeyspieler
- Brock McGinn (* 1994), kanadischer Eishockeyspieler
- Brock Miron (* 1980), kanadischer Eisschnellläufer
- Brock Nelson (* 1991), US-amerikanischer Eishockeyspieler
- Brock Osweiler (* 1990), US-amerikanischer American-Football-Spieler
- Brock Parker (* 1981), US-amerikanischer Pokerspieler
- Brock Peters (1927–2005), US-amerikanischer Schauspieler und Sänger
- Brock Pierce (* 1980), US-amerikanischer Unternehmer und ehemaliger Kinderstar
- Brock Purdy (* 1999), US-amerikanischer American-Football-Spieler
- Brock Radunske (* 1983), kanadisch-südkoreanischer Eishockeyspieler
- Brock Sheahan (* 1984), kanadischer Eishockeyspieler
- Brock Trotter (* 1987), kanadischer Eishockeyspieler